# 元岡
元岡（もとおか）は、福岡県福岡市西区にある地名。大字元岡が設置されている。郵便番号は819-0385。

## 概要
福岡市西区の西端部に位置し、北は桑原、南は元浜、東は太郎丸、西は糸島市と接している。
かつては主に農業地域であったが、2005年10月から2018年10月までに九州大学の移転事業が行われ、それに伴って元岡やその周辺で学生寮や学生アパートなどが多数建設された。また交通網も整備され、学園都市へと変化を遂げた。

## 歴史

### 町域の変遷
2013年（平成25年）に大字元岡から分かれて「九大新町」が設置された。

## 主な施設

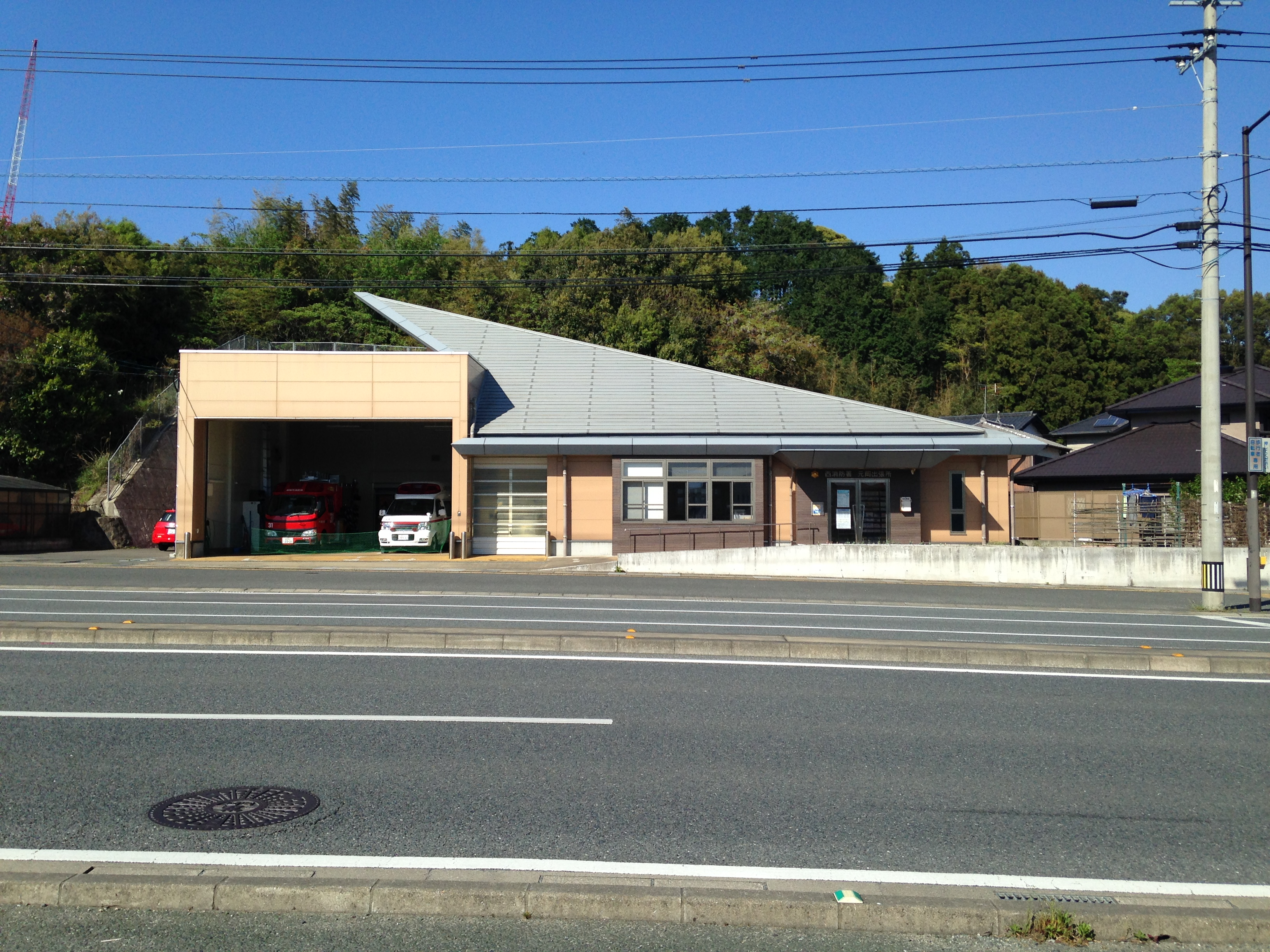
西消防署元岡出張所

- 福岡市消防局西消防署元岡出張所
- 元岡公園
- 九州先端科学技術研究所

### 教育施設

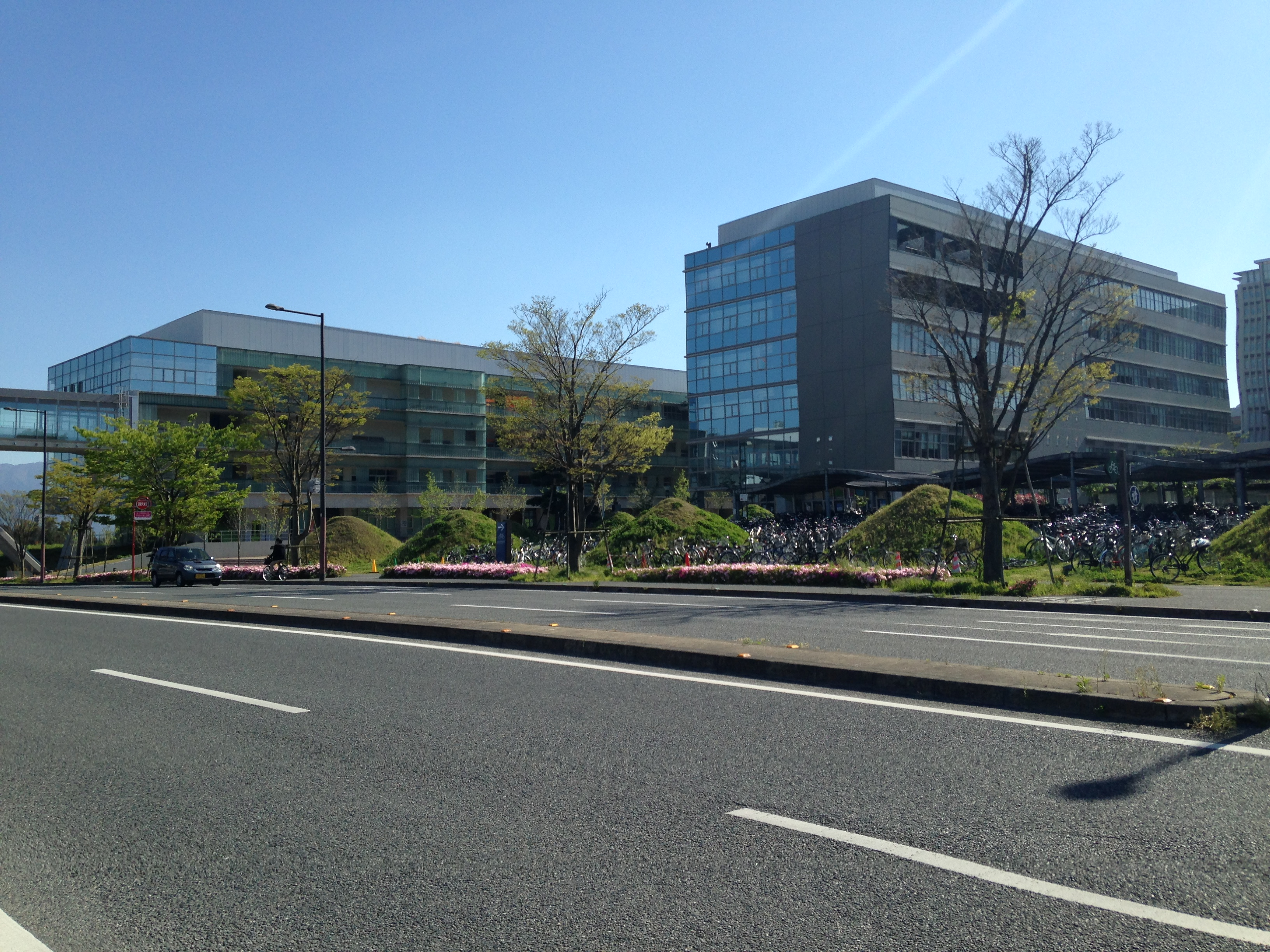
九州大学伊都キャンパス・センター1号館（右）と2号館。1号館が元岡地区にある。

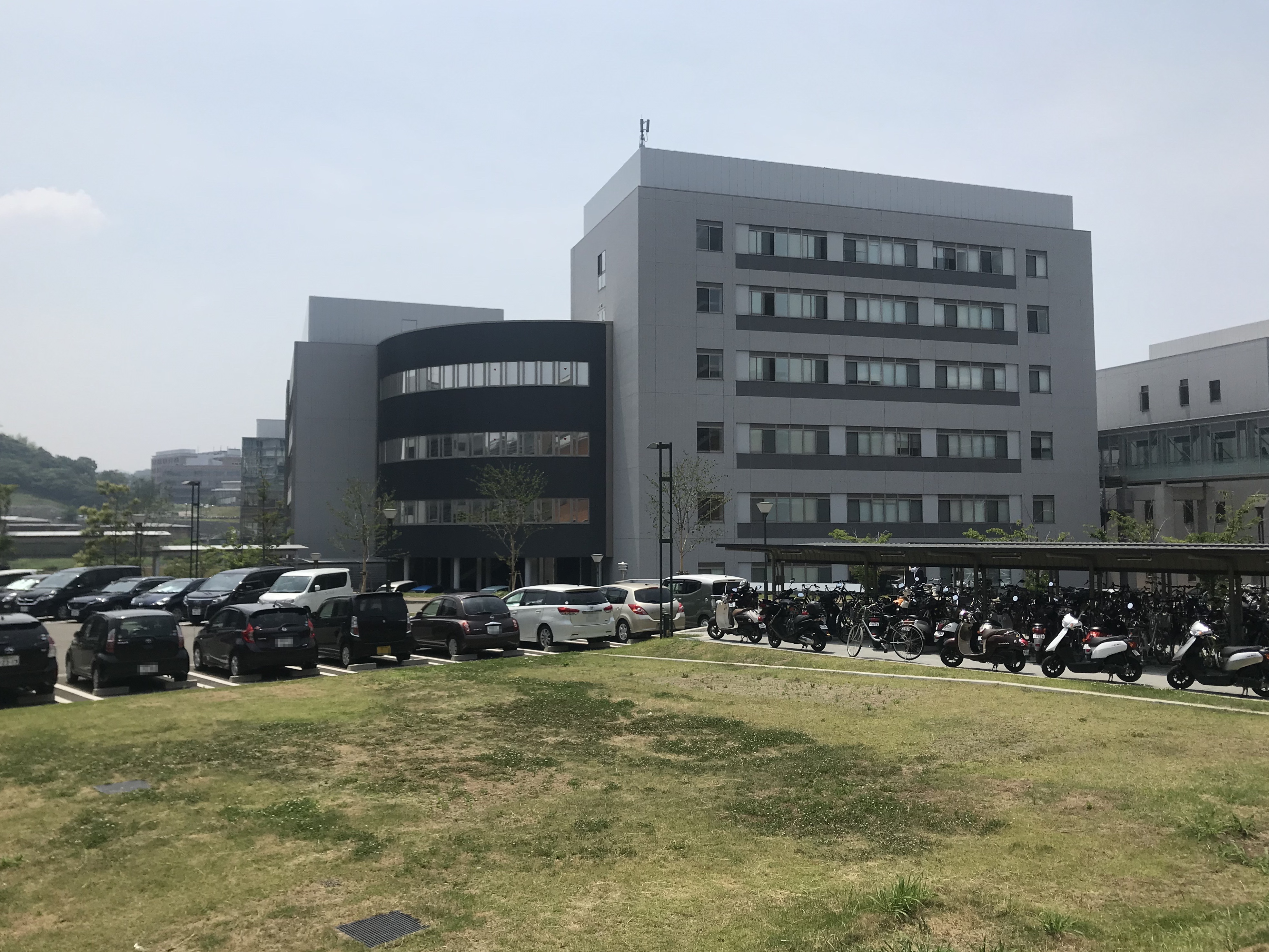
九州大学伊都キャンパス・センター3号館

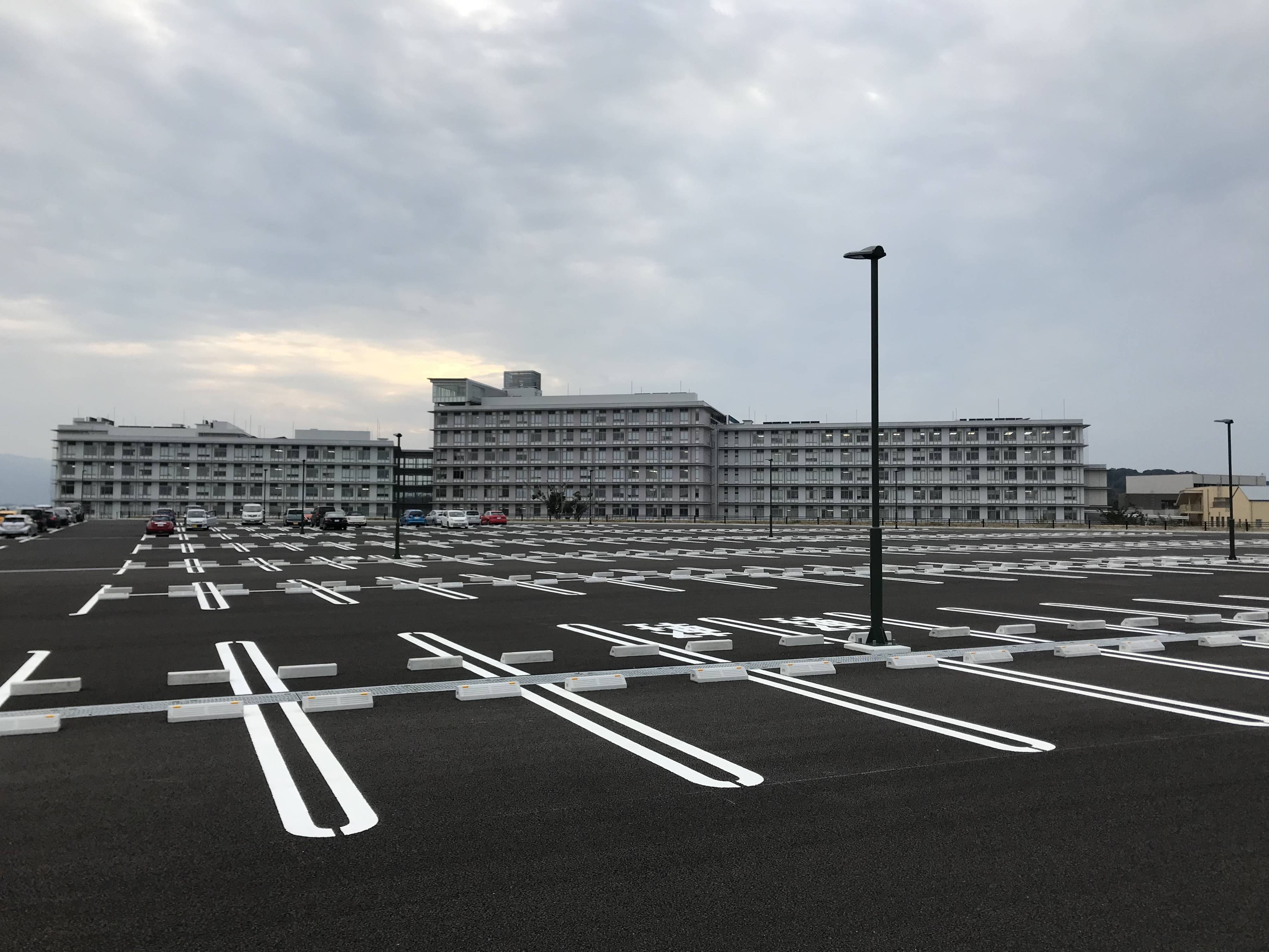
九州大学伊都キャンパス・イースト2号館

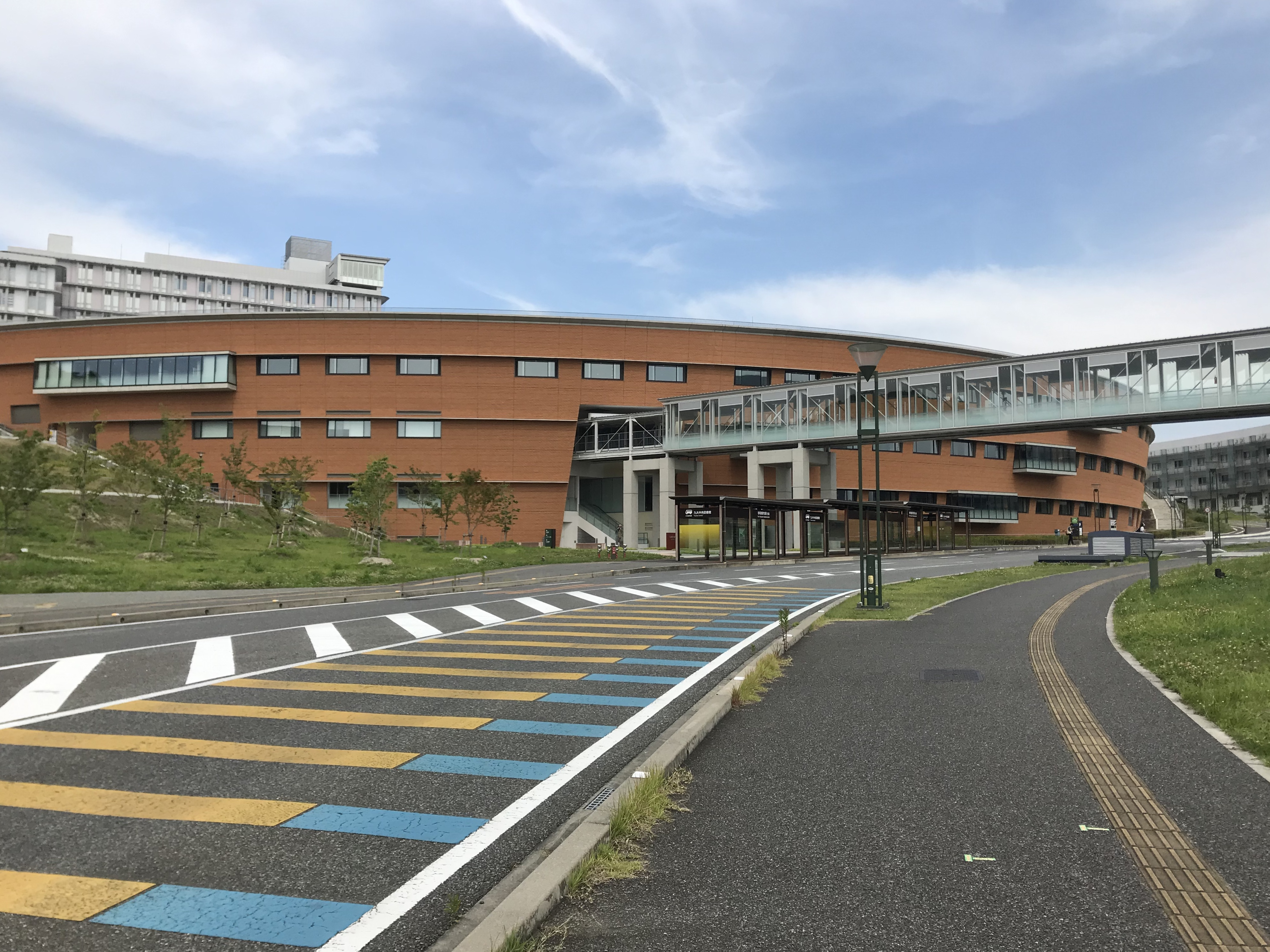
九州大学中央図書館

- 九州大学伊都キャンパスイーストゾーン（文系エリア）
  - 九州大学情報基盤研究開発センター
  - 九州大学稲盛フロンティア研究センター
  - 九州大学カーボンニュートラル・エネルギー国際研究所
  - 九州大学先導物質化学研究所 etc.

- 元岡幼稚園

町内に小中学校はなく、福岡市立元岡小学校と福岡市立元岡中学校の校区となっている。

## 交通

### 道路
- 福岡県道85号福岡志摩線
- 県道567号線（桜井太郎丸線）

### 鉄道
町内に鉄道は通っていない。九州旅客鉄道筑肥線の九大学研都市駅が最寄り駅となる。

### バス
- 西鉄バス
  - 元岡
  - 九大ビッグオレンジ
- 昭和バス
  - 産学連携交流センター
  - イーストゾーン
  - 九大総合グラウンド前
  - 九大伊都協奏館前